# Çanakpınar, Oltu
Çanakpınar là một xã thuộc huyện Oltu, tỉnh Erzurum, Thổ Nhĩ Kỳ. Dân số thời điểm năm 2011 là 119 người.